# Pointe de la Coubre
La pointe de la Coubre est un cap situé au sud-ouest de la presqu'île d'Arvert, dans le département de la Charente-Maritime et la région Nouvelle-Aquitaine. Située à la limite des communes des Mathes et de La Tremblade, elle est soumise à une intense érosion marine. La pointe de la Coubre abrite un phare (Phare de la Coubre) et les restes d'un sémaphore. 
La plage adjacente compte un spot de surf (beach break) fréquenté : La Palmyre/La Coubre.
De bien sinistre réputation, le banc de la Mauvaise, situé au large, est fortement déconseillé à la navigation de plaisance, du fait de la présence de hauts-fonds variables dépassant le zéro hydrographique et d'épaves, de déferlantes, de forts remous, et de courants contraires. En transit depuis l'estuaire vers le Nord, il est préférable de contourner ces zones au large du Matelier Nord.

## Présentation

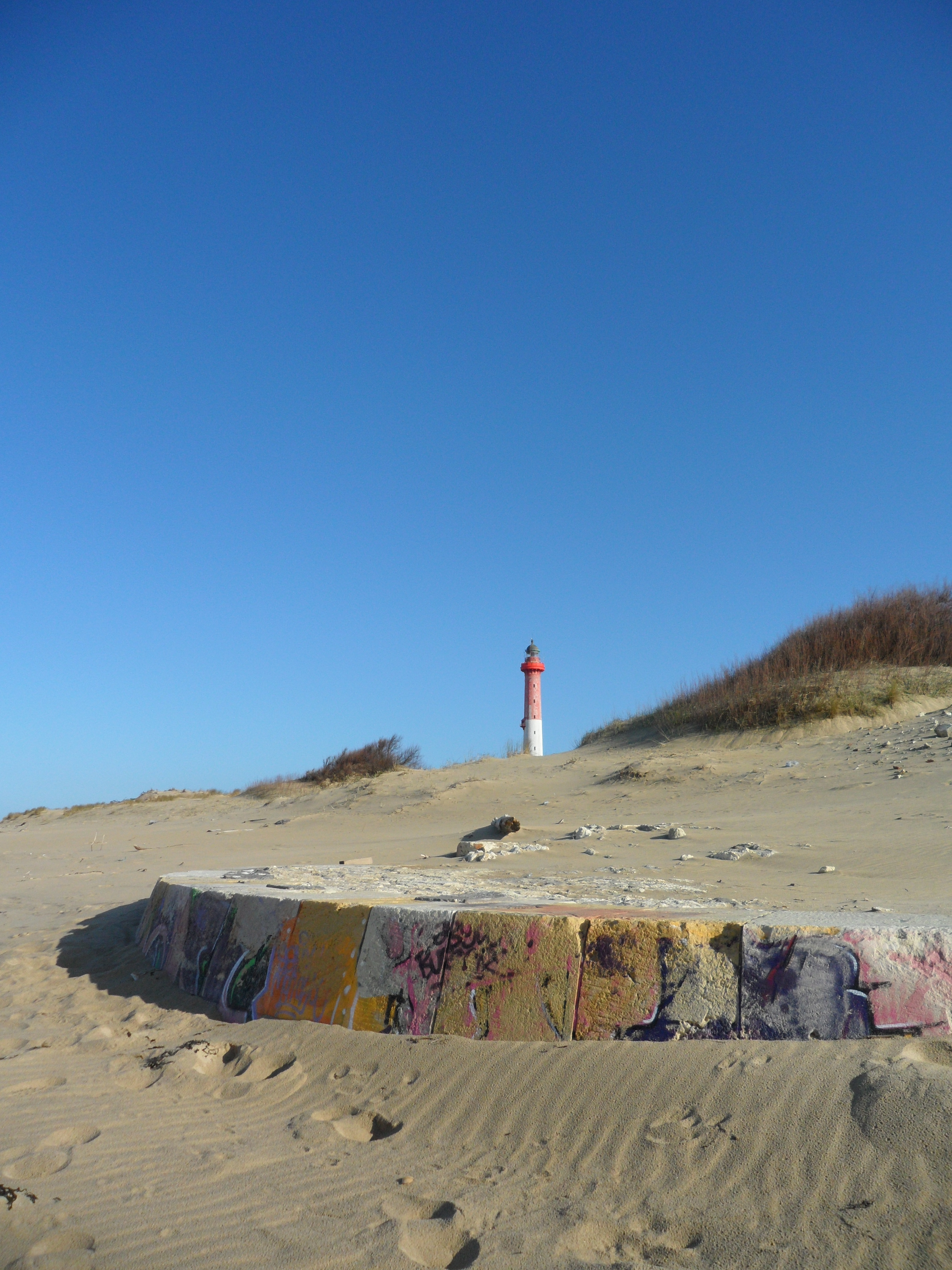
Le socle ruiné du premier sémaphore détruit en 2003 et le haut du phare de la Coubre.

Cette avancée de terre correspondait autrefois à l'extrémité sud-ouest de la presqu'île d'Arvert. Les forts courants au large de la côte sauvage (au nord) et dans l'estuaire de la Gironde (au sud) ont fortement modifié la physionomie de la région au cours des années 1850. 
Au fil des années, l'action des houles dominantes d'ouest a contribué à éroder la côte. Le sable arraché à la côte sauvage est peu à peu venu se greffer à la pointe de la Coubre par dérive littorale, formant une flèche sablonneuse, puis une sorte de « lagon » s'étendant au sud de la pointe de la Coubre et se refermant progressivement sur la côte des Mathes. La baie de Bonne-Anse est ainsi devenu le prolongement naturel de la pointe de la Coubre. 
Le phénomène d'érosion qui touche la région de La Coubre reste d'actualité et est en partie responsable de l'émergence d'une nouvelle île (toujours sans nom à l'heure actuelle) entre Bonne-Anse et le phare de Cordouan. 
L'emplacement où se dressait l'ancien phare, détruit le 21 mai 1907, se trouve aujourd'hui à 1600 mètres au large, en raison du recul constant de la côte . Quant au phare actuel, volontairement construit à deux kilomètres de la côte en 1905, il n'est plus distant de l'océan que d'une centaine de mètres à marée haute.
La pointe de la Coubre marque la limite entre la longue plage rectiligne de la côte sauvage — sur l'océan Atlantique — marquée par des courants potentiellement forts et dangereux (phénomènes de baïnes) et la baie de Bonne-Anse, espace naturel en perpétuel mouvement. Dans sa partie orientale, la pointe de la Coubre se prolonge par la dune littorale du volcan. La forêt domaniale de la Coubre s'étend aux alentours sur près de 8 000 hectares. L'agglomération la plus proche est La Palmyre (commune des Mathes), entourée de quelques lieux-dits (Le Requin, La Coubre). La ville de Royan se situe à environ une quinzaine de kilomètres au sud-est.
La végétation présente aux abords de la pointe de la Coubre est principalement composée de pins (pins maritimes) et de chênes-verts. Certaines espèces de type méditerranéen sont également présentes (arbousiers, garou, cistes à feuilles de sauge). Oyats et laiche des sables ont été introduites par l'homme afin de tenter de fixer les dunes.

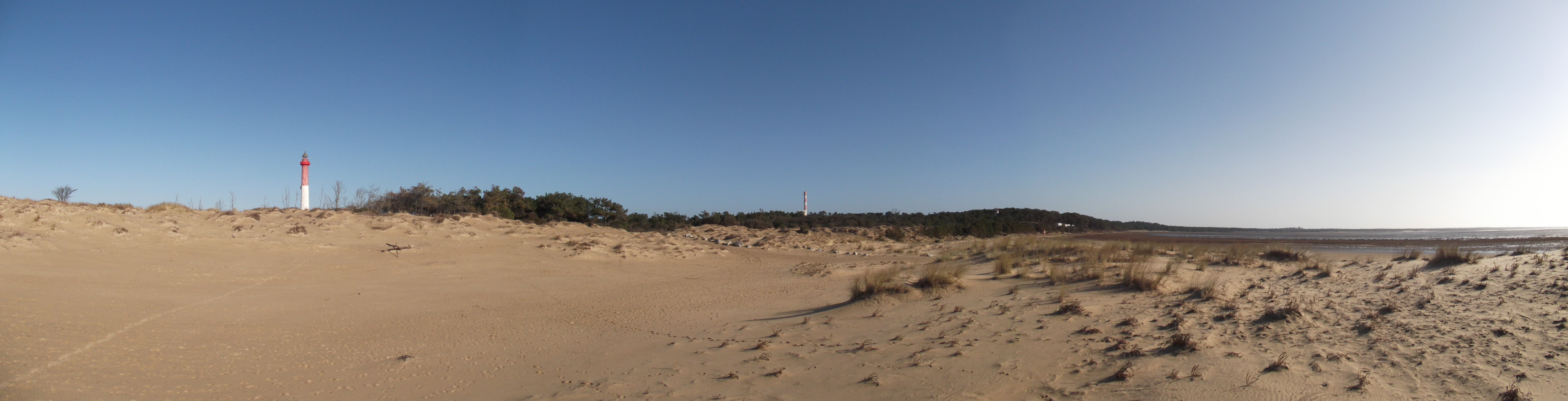
Paysage de la pointe de la Coubre, de gauche à droite, le phare de la Coubre, la foret de la Coubre et le sémaphore de la Coubre, et la baie de Bonne Anse.